# Khnata Bennouna
Khnata Bennouna (àrab: خناثة بنونة, Ḫnāṯa Binnūna) (Fes, 1940) és una escriptora marroquina pertanyent a la Unió d'Escriptors Magrebins.

## Biografia
Nascuda al si d'una família nacionalista, Khnata Bennouna es va llicenciar en història i geografia a Casablanca l'any 1964. L'any següent, 1965, va fundar la primera revista femenina del Marroc, Shuruq. Cap al 1956 realitzà la seva primera visita a altres indrets d'Orient, com la Meca i Cisjordània, on va poder experimentar en la pròpia pell l'amarga realitat del poble palestí, que va visitar de nou el 1967. Aquesta experiència marcà la seva trajectòria, ja que d'aleshores ençà va començar a escriure empesa per la necessitat de narrar tot allò que havia presenciat. Durant diversos anys, però, Bennuna se submergí en una profunda crisi anímica i no va publicar cap obra. La narrativa de Khnata Bennouna es desenvolupa al voltant de dos pols bàsics: el rebuig i la identitat que sovint es presenten al mateix temps, tant en relats de contingut patriòtic i nacional, com en els social i personal. Un dels principals eixos de la seva escriptura és la dona burgesa intel·lectual marroquina en el si d'una societat dominada per l'home.
La seva obra ha estat traduïda al castellà El fuego y la elección (1968), La tempestad (1979), El espejo acusador. Retrato de una mujer marroquí (1991), Escenas marroquíes. Visión social de los sesenta a través de dos narradoras: Janata Bennuna y Rafiqat al-Tabia (1991) i el documental Palabra de mujer junt amb Nawal Al Saadawi i Hanan Al Shaykh.
El 2013 va rebre el premi literari Al Qods per la seva contribució a la literatura àrab.

## Obres
- Liyasqet Assamt (Down with Silence!) (1967)
- Annar wa Al-'ikhtiyar (El foc il' elecció) (1969), guanyadora del Premi Litearari Marroquí 1971
- Assawt wa Assurah (So i Imatge) (1975)
- Al-A'asifah (La tempesta) (1979)
- Al-Ghad wa Al-Ghadab (El demà i l'ira) (1981)
- Assamt Annatiq (Prenent silenci) (1987)